# Pseudogonia rufifrons
Pseudogonia rufifrons là một loài ruồi trong họ Tachinidae.